# Ole Worm
Ole Worm ou Olaus Wormius (né le 13 mai 1588 — mort le 31 août 1654) est un médecin, naturaliste et collectionneur danois.

## Biographie

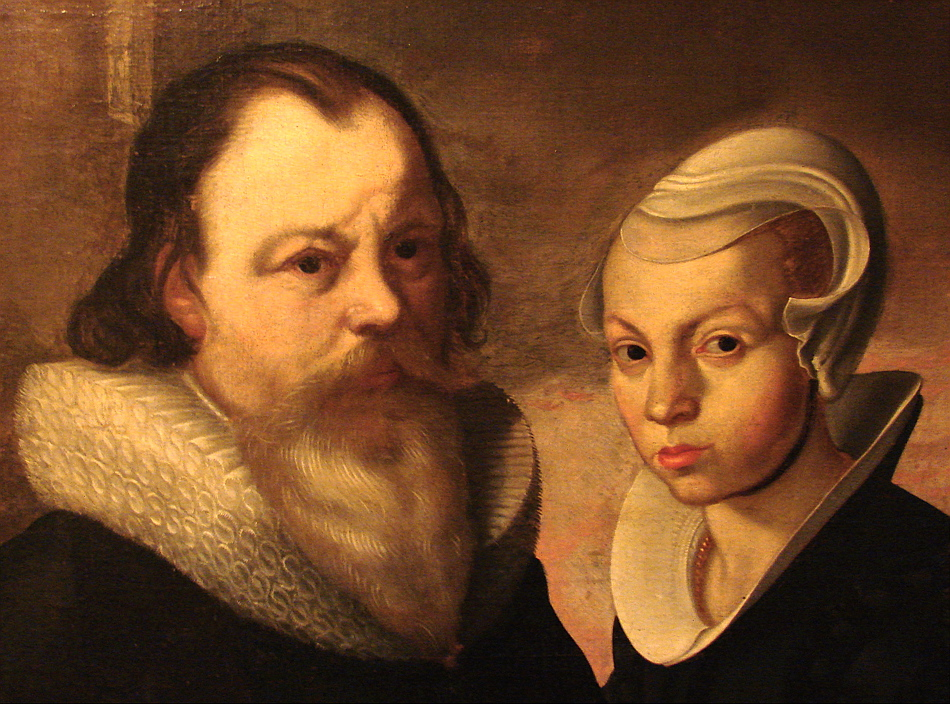
Ole Worm et sa femme Dorothea, fille de Thomas Fincke

Il est le fils de Willum Worm, maire de la ville d'Århus, qui lui lègue à sa mort une grande fortune. Sa femme, Dorothea, est la fille de Thomas Fincke.
Ole Worm reste, en quelque sorte, un étudiant toute sa vie : après avoir fréquenté l'école de lettre d'Århus, il va à l'université de Marbourg en 1605, obtient le titre de docteur à l'université de Bâle en 1611 et une maîtrise ès-arts à l'université de Copenhague en 1617. Il passe le reste de sa vie professionnelle à Copenhague, où il enseigne le latin, le grec, la physique et la médecine. Il est le médecin personnel du roi Christian IV de Danemark. Chose remarquable pour un médecin de son temps, il reste à Copenhague durant une épidémie de peste noire pour organiser les soins.
En médecine, les principales contributions de Worm sont dans le domaine de l'embryologie. Les noms des os surnuméraires, dits wormiens, se trouvant dans l'ossature du crâne, lui ont été dédiés.
Ses collections de manuscrits en langues scandinaves sont célèbres. Il a écrit plusieurs traités sur les pierres comportant des runes et collectionnait des textes écrits avec l'alphabet runique. Le roi lui fait parvenir des lettres de créance pour les évêques du Danemark et de Norvège, marquant ainsi son intérêt pour ses recherches. Worm publie en 1626 sa chronologie du Danemark, Fasti Danici, qui présente ses connaissances sur ce sujet. Ce livre est suivi, en 1636, de Runir seu Danica literatura antiquissima, une compilation de traduction de textes runiques.

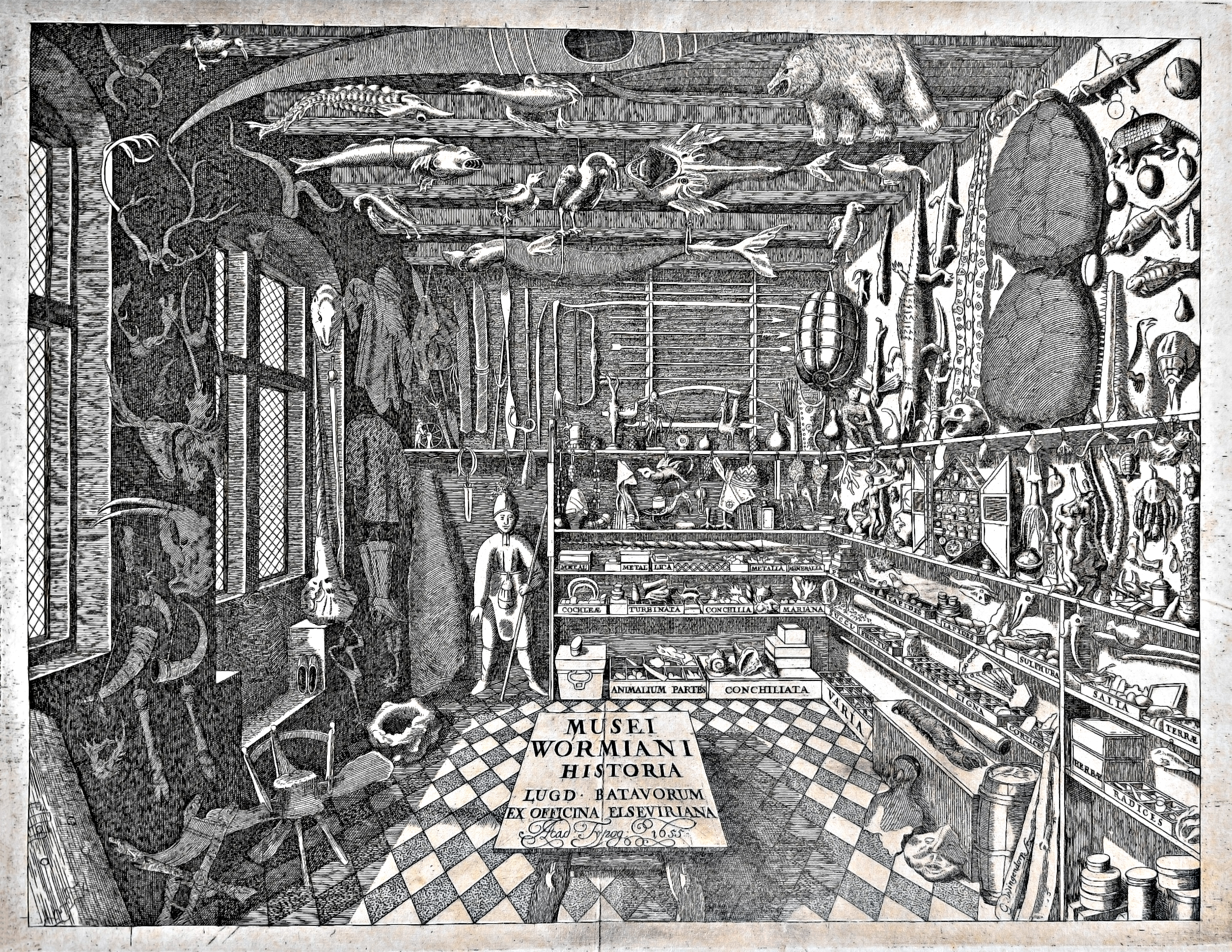
Frontispice de Musei Wormiani Historia montrant l'intérieur du cabinet de curiosités de Worm.

Worm rassemble aussi une grande collection d'objets d'histoire naturelle, où il classe également des pièces ethnographiques venant du Nouveau Monde, ainsi que des animaux naturalisés, des fossiles sur l'ors d'une conférence que la licorne n'existe pas et que la corne que l'on attribue souvent à la licorne provient, en fait, du narval. Dans le même temps, il accrédite la thèse sur le rôle comme antidote de la corne de licorne par des expériences sur des animaux de compagnie. Il prouve également que les lemmings sont des rongeurs et ne sont pas le résultat de la génération spontanée provenant de l'atmosphère.
Il donne aussi la première description précise des oiseaux de paradis et montre de façon claire, à l'encontre des idées de son époque, qu'ils possèdent bel et bien des pieds comme les autres oiseaux. Il consacre 22 pages aux oiseaux, ce qui indique probablement la grande place qu'ils tiennent dans ses collections.
Après la mort de Worm ses collections sont intégrées à celles du roi du Danemark Frédéric III.
Aujourd'hui, la personnalité et l'œuvre réelles de Worm sont concurrencées par des personnages de fiction portant son nom. C'est le cas de H. P. Lovecraft (1890-1937) qui en fait le savant traducteur de l'arabe en latin de son grimoire légendaire, le Necronomicon. Lovecraft le décrit également comme un dominicain et le place au XIIIe siècle.

## Source
Michael Walters (2003). A Concise History of Ornithology. Yale University Press (New Haven, Connecticut) : 255 p.  (ISBN 0-300-09073-0)
Jara (2021). Histoire de la runologie. Editions du monolithe, 168p  (ISBN 978-2-491760-07-6)